# Zvonimir Srna
Zvonimir Srna (født 18. januar 1998 i Dubrovnik, Kroatien) er en kroatisk håndboldspiller, som spiller for RK Zagreb og Kroatiens herrehåndboldlandshold. Han skifter fra sommeren 2025 til den franske storklub Montpellier Handball.
Han har repræsenteret Kroatien ved flere lejligheder, herunder EM i håndbold 2022 i Ungarn/Slovakiet, Sommer-OL 2024 i Paris og VM i håndbold 2025 i Kroatien/Danmark/Norge.